# A New Day Has Come (песня)
«A New Day Has Come» (с англ. — «Новый день настал») ― песня канадской певицы Селин Дион с её седьмого одноименного англоязычного альбома (2002). Песня была написана Альдо Новой и Стефаном Моччио и спродюсирована Уолтером Афанасьевым и Новой. Она была выпущена в качестве ведущего сингла альбома 11 марта 2002 года. Песня представляет собой фортепианную балладу. Однако радиоверсия в среднем темпе была выпущена в качестве ведущего сингла. Обе версии включены в альбом. Дион рассказала, что песня символизирует рождение её ребёнка. Она получила положительные отзывы от музыкальных критиков, которые похвалили вокал Дион и вдохновляющую лирику. Музыкальное видео было снято режиссёром Дэйвом Мейерсом, премьера состоялась в марте 2002 года. Песня имела успех во всем мире, попав в первую десятку Canadian Singles Chart, UK Singles Chart и многих европейских чартов, достигнув 22-го места в Billboard Hot 100 и возглавляя в течение 21 недели чарт Hot Adult Contemporary Tracks.

## История
В 2000 году Дион объявила, что делает перерыв в своей карьере. Во время отсутствия она сосредоточилась на своей личной жизни и родила своего первенца. Спустя два года она объявила о своем возвращении и призналась, что ей не терпится вернуться в студию:
Я не могу дождаться возвращения в студию звукозаписи. И мне очень понравились песни, которые композиторы написали для меня. Мне было о чем поговорить. Мне было о чем петь. Это было веселое приключение, без давления, расслабленное, плавное, мощное, но контролируемое. Я действительно чудесно провела время. И снова увидеть своих друзей — это было здорово.

## Критика
Песня получила в основном позитивные отзывы музыкальных критиков. Стивен Томас Эрлевайн из AllMusic выделил её. Редакционный обзор Barnes & Noble написал, что она знаменует возвращение Селин Дион к записи после длительного отпуска по беременности и родам и отражает рост поп-дивы как артистки и как женщины. Чак Тейлор из Billboard написал, что жизнеутверждающая песня звучит как нежный выдох против мировых бед. Дейв Каргер из Entertainment Weekly написал, что несмотря на праздничный тон, в треке удивительно сдержанный вокал Дион (чтобы не разбудить ребёнка?). Лирически утонченный, нет, но как колыбельная, это неплохо.

## Награды и номинации
Песня получила награды ASCAP Pop Award и Broadcast Music, Inc. за самую исполняемую песню, а также три награды SOCAN в категориях: Поп-музыка, Международные достижения и Классические песни. Песня также была номинирована на премию «Джуно» за сингл года и музыкальную премию Billboard за современный трек для взрослых. Музыкальное видео также было номинировано на премию MuchMoreMusic Award.

## Видеоклип
Музыкальное видео было снято режиссёром Дэйвом Мейерсом, премьера состоялась в марте 2002 года. Он был снят в Уэст-Палм-Бич, Соединенные Штаты. В видео представлены люди разных культур.

## Трек-лист
| European CD single 1. «A New Day Has Come» (Radio Version) — 4:23 2. «A New Day Has Come» (Album Edit) — 4:18 European/Australian CD maxi-single 1. «A New Day Has Come» (Radio Version) — 4:23 2. «A New Day Has Come» (Album Edit) — 4:18 3. «Prayer» — 5:34 4. «A New Day Has Come» (Christian B. Mix) — 3:59 Japanese CD single 1. «A New Day Has Come» (Radio Version) — 4:23 2. «Prayer» — 5:34 UK cassette and CD single 1. «A New Day Has Come» (Radio Version) — 4:23 2. «A New Day Has Come» (Album Edit) — 4:18 3. «Prayer» — 5:34 | UK CD single #2 1. «A New Day Has Come» (Album Edit) — 4:18 2. «Sous le vent» — 3:30 3. «Misled» — 3:30 4. «Misled» (Video) — 3:30 US DVD single 1. «A New Day Has Come» Video — 4:20 2. Making the «A New Day Has Come» Video — 3:03 3. Making the Album — 12:15 4. «Have You Ever Been in Love» in the Studio — 5:05 5. Biography 6. Photo Gallery |

## Чарты
| Чарт(2002)                          | Высшая позиция |
| ----------------------------------- | -------------- |
| Австралия (ARIA)                    | 19             |
| Австрия (Ö3 Austria Top 40)         | 9              |
| Бельгия/Фландрия (Ultratop 50)      | 14             |
| Бельгия/Валлония (Ultratop 50)      | 13             |
| Canada (Canadian Singles Chart)     | 2              |
| Canada (Nielsen BDS Airplay Chart)  | 2              |
| Канада (Billboard AC)               | 1              |
| Czech Republic (Rádio Top 50)       | 1              |
| Дания (Tracklisten)                 | 3              |
| Europe (European Hot 100 Singles)   | 4              |
| Финляндия (Suomen virallinen lista) | 17             |
| Франция (SNEP)                      | 23             |
| Германия (GfK)                      | 6              |
| Greece (IFPI)                       | 8              |
| Hungary (Single Top 40)             | 2              |
| Ирландия (IRMA)                     | 10             |
| Италия (FIMI)                       | 10             |
| Italy (Musica e dischi)             | 9              |
| Нидерланды (Dutch Top 40)           | 19             |
| Нидерланды (Single Top 100)         | 21             |
| Новая Зеландия (Recorded Music NZ)  | 20             |
| Норвегия (VG-lista)                 | 3              |
| Poland (National Airplay Chart)     | 1              |
| Portugal (AFP)                      | 7              |
| Quebec (ADISQ)                      | 1              |
| Romania (Romanian Top 100)          | 2              |
| Шотландия (OCC Scotland)            | 8              |
| Испания (PROMUSICAE)                | 12             |
| Швеция (Sverigetopplistan)          | 3              |
| Швейцария (Schweizer Hitparade)     | 2              |
| Великобритания (OCC UK Singles)     | 7              |
| США (Billboard Hot 100)             | 22             |
| США (Billboard Adult Contemporary)  | 1              |
| США (Billboard Adult Pop Airplay)   | 19             |
| США (Billboard Dance Club Songs)    | 44             |
| США (Billboard Latin Pop Airplay)   | 28             |
| США (Billboard Pop Airplay)         | 25             |
| US Top 40 Tracks (Billboard)        | 27             |
| США (Billboard Tropical Airplay)    | 19             |

| Чарт(2002)                            | Позиция |
| ------------------------------------- | ------- |
| Austria (Ö3 Austria Top 40)           | 52      |
| Belgium (Ultratop 50 Wallonia)        | 99      |
| Canada (Canadian Singles Chart)       | 39      |
| Canada (Nielsen BDS Airplay Chart)    | 6       |
| Europe (European Hot 100 Singles)     | 53      |
| Germany (Official German Charts)      | 49      |
| Italy (FIMI)                          | 48      |
| Netherlands (Dutch Top 40)            | 131     |
| Norway Russefeiring Period (VG-lista) | 4       |
| Sweden (Sverigetopplistan)            | 46      |
| Switzerland (Schweizer Hitparade)     | 43      |
| UK Singles (Official Charts Company)  | 91      |
| US Billboard Hot 100                  | 91      |
| US Adult Contemporary (Billboard)     | 3       |
| US Adult Top 40 (Billboard)           | 63      |

| Чарт(2000—2009)                   | Позиция |
| --------------------------------- | ------- |
| US Adult Contemporary (Billboard) | 42      |

## Сертификации
| Регион | Сертификация | Продажи |
| --- | ------------ | ------- |
| Австралия (ARIA) | Золотой      | 35 000^ |
| Греция (IFPI Greece) | Золотой      | 10 000^ |
| Норвегия (IFPI Norway) | Золотой      |         |
| Великобритания (BPI) | Серебряный   | 200 000 |
| США (RIAA) | Золотой      | 357,000 |
| ^ Данные о тиражах приведены только на основе сертификации. · Данные о продажах + прослушиваниях приведены только на основе сертификации. |              |         |